# Psidium robustum
Psidium robustum är en myrtenväxtart som beskrevs av Otto Karl Berg. Psidium robustum ingår i släktet Psidium och familjen myrtenväxter. Inga underarter finns listade i Catalogue of Life.